# I. Internacionálé
Az I. Internacionálé, hivatalos nevén a Nemzetközi Munkásszövetség (Working Men’s International Association, London, 1864. szeptember 28. – Philadelphia, 1876. július), a munkásmozgalom első nemzetközi politikai tömegszervezete volt. Később, a II. Internacionálé létrejötte után lett közkeletű neve az I. Internacionálé
Kezdeményezőinek elsődleges gyakorlati célja az volt, hogy az egyes országok nemzeti keretei között folytatott osztályküzdelmeinek eredményeit (rövidebb munkanap, magasabb bérek, jobb munkafeltételek) ne lehessen más országokból importált sztrájktörő vagy pusztán olcsóbb munkaerő segítségével semmissé tenni. Ezen szakszervezeti jellegű célok mellett kezdettől fogva szerepelt a leginkább a proletariátust sújtó háborúk, illetve a demokratikus mozgalmak elleni külföldi katonai beavatkozások nemzetközi tömegakciókkal való megakadályozásának szándéka is.
Az Internacionálé a korabeli munkásmozgalom legfontosabb, egymástól sok tekintetben igen eltérő politikai irányzatait egyesítette: az angliai tradeunionizmust, owenizmust, a franciaországi proudhonizmust, blanquizmust, a németországi marxizmust, az olasz- és spanyolországi bakunyinizmust, illetve az olasz mazzinizmust. Ennek következtében az Internacionálé az irányzatok közötti vezető szerepért folytatott, időnként rendkívül éles ideológiai harc megnyilvánulási terepe is volt egyúttal.
E küzdelmes 12 év során, melynek egyik történelmi csúcspontja a párizsi kommün volt, a marxizmus jelentős befolyásra tett szert a nemzetközi munkásmozgalomban, kiváltképp német nyelvterületen. Az Internacionálé a Kommunista kiáltvány tételmondatát – Világ proletárjai, egyesüljetek! –, az internacionalizmus eszméjét átültette a gyakorlatba, s ezáltal a nacionalizmus évszázadában a nemzeti paradigma egyik első politikai meghaladási kísérletévé vált a munkásosztály részéről.

## Előzményei
Ernest Charles Jones chartista vezető elnökletével 1855-ben megalakult az angol, francia, német, lengyel, olasz és spanyol nemzeti titkárokkal rendelkező Nemzetközi Bizottság, amely számos nemzetközi szolidaritási akciót szervezett. A Nemzetközi Bizottság, a Forradalmi Kommün (a Londonban élő és a kommunizmussal rokonszenvező francia politikai menekültek szervezete), a Német Kommunisták Társasága, az Angol Chartisták Társasága, a Lengyel Szocialisták Társasága 1856-ban létrehozta a Nemzetközi Szövetség nevű szervezetet, amely a 60-as évek elejéig működött. Ennek legfőbb célja az „egyetemes demokratikus és szociális köztársaság győzelme” volt.
A londoni világkiállítás ideje alatt, 1862 augusztus 5-én az angol és francia szakszervezetek képviselőinek küldöttsége találkozót tartott Londonban, melyen tanácskoztak egy nemzetközi munkásszervezet megalakításának tervéről. „A proletariátus nemzetközi kapcsolatait a következő hónapokban az Egyesült Államokban 1861 óta dúló polgárháború kiváltotta gyapotválság, majd az 1863-ban kirobbanó lengyel felkelés mélyítette el.” Az angliai és franciaországi gyapotválság azért alakult ki, mert az észak-amerikai kormány blokád alá vette a déli gyapotültetvényeket abból célból, hogy kereskedelmi bevételeiket és fegyverutánpótlásukat meggátolja. Ennek a következménye az üzemek tömeges leállása, munkanélküliség és nyomor lett Európában. A brit és francia burzsoázia az északiak blokádját tette felelőssé a nélkülözésért, hogy a népharagot ellenük fordítsa, ám propaganda hadjáratuk visszafelé sült el, s szolidaritási bizottságok alakultak Észak támogatására. Az angol bizottság vezetője Georg Odger, a franciáé Henri Tolain volt.

## Története

### Megalakulása
Az angol proletariátus internacionalizmusának egyik példája, hogy az 1830. évi lengyel felkelés óta fokozott figyelemmel kísérte a lengyel függetlenségi és demokratikus mozgalmakat, s minden évben megünnepelte a felkelés évfordulóját, így nem volt váratlan az 1863. januári újabb felkelés melletti harcos kiállás. 1863. április 28-án Edward S. Beesly, a londoni egyetem történelem és politikai gazdaságtan professzorának elnökletével tartottak szolidaritási nagygyűlést, s egy bizottságot menesztettek Palmerston miniszterelnökhöz, hogy diplomácia nyomással próbálja megakadályozni a cári beavatkozást. Palmerston kitérő válaszára a szakszervezeti vezetők 1863. július 22-én, a londoni St. James Hallban egy újabb nyilvános gyűlést tartottak a januári lengyel felkelés melletti szolidaritásnak a korábbinál nyomatékosabb kifejezésére, de erre már a francia munkások küldöttségét is meghívták. Ezen francia részről Henri Tolain és angol részről William Randal Cremer tartott beszédet. A találkozó után a Londoni Szakszervezeti Tanács (London Trades Council) indítványára közös ülést tartottak az angol, francia, német és lengyel munkások képviselői, akik kezdeményezték egy a francia munkásokhoz intézett üzenet megszövegezését nemzetközi munkáskongresszus összehívásának céljából.
E kiáltványt 1863. november 10-én egy újabb gyűlés elé vitték, s a végső változatot Odger, Cremer és Robert Applegarth szakszervezeti vezetők írták alá. A üzenet pragmatikus vezérgondolata az volt, hogy a sztrájktörők importját Angliába csak nemzetközi munkásszervezettel lehet kivédeni:
„A népek barátsága a munkáskérdések szempontjából nagyon fontos. Amikor ismételten megkíséreljük, hogy szociális helyzetünkön a munkaidő csökkentésével vagy a munkabérek emelésével javítsunk, munkáltatóink azzal fenyegetnek, hogy franciákat, németeket és belgákat hoznak át, hogy béreinket leszoríthassák, és sajnos, meg kell mondanunk, ez tényleg bekövetkezett; nem mintha kontinensi testvéreink nekünk ártani akartak volna, hanem mert a különböző országok munkásrabszolgái között nincsen rendszeres kapcsolat. E rendszeres kapcsolatok remélhetőleg kialakulnak, hogy érvényesítsék elvünket, s a rosszul fizetett munkások béreit lehetőleg ugyanolyan színvonalra emeljék, mint a jól fizetettekét, megakadályozzák, hogy a munkáltatók egyikünket a másikunk ellen játsszák ki, és így kalmárszellemük kénye-kedvének engedve, életkörülményeinket lerontsák.”
A francia munkásszervezetek válasza belpolitikai okok miatt nyolc hónapot késett, ugyanis lázasan készültek az 1864-es márciusi pótválasztásokra, ahol 1851 óta ez volt az első eset, hogy a polgári ellenzéktől függetlenül léptek fel a császári rendszer ellen. A választások után az a döntés született, hogy szeptember végén külön munkásküldöttség viszi majd a választ Londonba.
„1864 szeptember 28-án a londoni St. Martin’s Hall-ban nagy nemzetközi munkásgyűlést tartottak, amelyet a londoni trade-unionok vezetői és a párizsi munkások egy proudonista csoportja készített elő. Angol és francia munkásokon kívül részt vettek ezen a Londonban élő német, olasz és más munkások képviselői, valamint az európai kispolgári és forradalmi demokrata emigráció vezető egyéniségei. A gyűlés határozatot hozott a Nemzetközi Munkásszövetség (I. Internacionálé) megalapításáról, és ideiglenes bizottságot választott. Karl Marxot mint a német munkások képviselőjét beválasztották a bizottságba, ennek első, október 5-i ülésén pedig a Szövetség program-okmányait kidolgozó albizottságba. Az albizottság első ülésein, amelyeken Marx betegsége miatt nem vehetett részt, elkészült egy okmány, amely a következőkből állt: bevezető nyilatkozatból, melyet az owenista Weston fogalmazott és a francia kispolgári demokrata Le Rubez szerkesztett meg, valamint az olasz munkásegyletek Mazzini kidolgozta szervezeti szabályzatából, amelyet Luigi Wolff angolra fordított. Marx az ideiglenes bizottság október 18-i ülésén értesült az okmány tartalmáról és alaposan megbírálta. Az okmányt végleges szerkesztésre visszaadták az albizottságnak, mely október 20-án Marxot bízta meg ezzel a munkával. Október 27-én az albizottság jóváhagyta a Marx által teljesen újonnan megfogalmazott két okmányt, A Nemzetközi Munkásszövetség Alapító Üzeneté-nek nevezett kiáltványt és a Szövetség Ideiglenes Szervezeti Szabályzatá-t. 1864 november 1-én az ideiglenes bizottság, mely a Szövetség vezető szerveként Központi Tanáccsá alakult (1866 végétől Főtanács a neve), egyhangúlag elfogadta az Üzenetet és a Szervezeti Szabályzatot.”

#### A Nemzetközi Munkásszövetség Alapító Üzenete
Marx a munkásosztály elnyomott helyzetének tényekkel alátámasztott ismertetése után felidézte a munkásság törekvéseit, harcait, s e harcok részleges eredményeit, mint például a brit munkásság harcát a munkaidő csökkentéséért. Utalt a szövetkezeti mozgalmak utópikus jellegére, mint írta: „[…]bármily kiváló is elvben és bármily hasznos is a gyakorlatban a szövetkezeti munka, ha elszigetelt munkások alkalmi erőfeszítéseinek szűk körére korlátozódik, soha nem lesz képes arra, hogy feltartóztassa a monopólium mértani haladványban folyó növekedését, hogy felszabadítsa a tömegeket, sőt még arra sem, hogy érezhetően könnyítsen nyomoruk terhén.[…]A szövetkezeti munkát ahhoz, hogy a dolgozó tömegeket megmenthesse, nemzeti méretűvé kell fejleszteni, következésképpen nemzeti eszközökkel kell elősegíteni. Ámde a föld és a tőke urai mindig fel fogják használni politikai kiváltságaikat gazdasági monopóliumaik megvédésére és megörökítésére.” A fenti premisszákból fakadó leglényegesebb következtetése pedig: „Ezért a politikai hatalom meghódítása a munkásosztály nagy kötelessége.” Ezek a fenti gondolatok egyfelől a brit szakszervezeti és szövetkezeti mozgalom, másfelől a francia proudonizmus kritikáját nyújtották, – mindegyik irányzat elutasította a közvetlen politikai harcot, – amivel szemben hatékony alternatívát Marx szerint csak a munkásosztály politikai egyesülése adhatott. A politikai egyesülésnek pedig ki kellett terjednie a munkásság érdekeinek megfelelő külpolitikai küzdelemre is, például a leginkább a munkásosztályt sújtó háborúk elleni fellépésre is: „Az ilyen külpolitikáért vívott harc része a munkásosztály felszabadításáért folyó általános küzdelemnek. Világ proletárjai, egyesüljetek!” – hangzott fel újra a Kommunista Kiáltvány befejező mondata.

#### Az ideiglenes szervezeti szabályzat
Az ideiglenes szervezeti szabályzat elvi bevezetője számos fontos elméleti kiindulópontot deklarált:
„Tekintettel arra,
hogy a munkásosztály felszabadítását magának a munkásosztálynak kell kivívnia; hogy a munkásosztály felszabadításáért folyó harc nem osztálykiváltságokért és monopóliumokért, hanem egyenlő jogokért és kötelességekért, minden osztályuralom megszüntetéséért vívott harcot jelent;
hogy a szolgaság minden formájának, minden társadalmi nyomorúságnak, szellemi elkorcsosodásnak és politikai függésnek alapja a munkás gazdasági alávetettsége azoknak, akik monopolizálják a munkaeszközöket, azaz az élet forrásait;
hogy ezért a munkásosztály gazdasági felszabadítása a nagy cél, amelynek minden politikai mozgalmat mint eszközt alá kell rendelni;
hogy az összes erőfeszítések, amelyek e nagy célra irányultak, azért hiúsultak meg eddig, mert hiányzott az összetartás minden egyes országban a sokfajta munkaág között, és mert nem volt testvéri szövetség a különböző országok munkásosztályai között;
hogy a munka felszabadítása nem helyi vagy nemzeti, hanem társadalmi kérdés, amely valamennyi országra kiterjed, ahol modern társadalom áll fenn és amelynek megoldása a leghaladottabb országok – gyakorlati és elméleti – együttműködésétől függ;[…]”
Az Internacionálé alapszervezeteit a szekciók jelentették, melyek országonként vagy területenként föderációkba egyesültek. A föderációk küldöttei a Szövetség legfelső fórumának számító, évenként összehívott kongresszuson egy annak felelős, 1872-ig Londonban, majd New Yorkban székelő Központi Tanácsot (1866-tól Főtanácsot) választott, mely politikai irányító testületként működött. A Főtanács saját tagjai közül választotta a főtitkárt, illetve a levelező titkárokat, akik révén tartotta a kapcsolatot a föderációkkal. Az Internacionálé taglétszáma erősen hullámzott, s mivel az egyéni tagság mellett szakszervezetek, szövetkezetek és más munkásszervezetek testületileg is tagok lehettek, létszáma csak becsülhető. Nagy sztrájkakciók esetén több százezres létszámot is elért.

#### Az Internacionálé politikai összetétele
Legerősebb szekcióját a brit trade-unionok alkották, mely megfelelt a kapitalizmus élenjáró angliai fejlettségének. A szakszervezetek vezetése a haladó demokratikus mozgalmakat támogató reformisták kezében volt, mint George Odger, Robert Applegarth és William Randal Cremer, akik az Internacionálétól a nemzetközi szakszervezeti szolidaritás elősegítését várták.
A második legerősebb szekció Franciaországban működött, tagjainak többsége, élükön Henri Tolainnel és Eugène Varlinnel Pierre-Joseph Proudhon anarchizmusának követőiből állt. Proudhon ellenezte a politikai cselekvést, a politikai pártokat, a sztrájkot, az osztályharcot, a kapitalizmus fájdalommentes megszüntetését a népbankok hitelével támogatott termelői és fogyasztói szövetkezetek illetve a pénzt kikapcsoló mutualista társaságok tevékenységétől remélte. Proudhon befolyása 1865-ös halála után valamelyest csökkent, ám az Internacionálé francia vezetői körében fennmaradt. A francia munkásmozgalom radikális, összeesküvő kisebbségét Louis Auguste Blanqui hívei alkották, akik több vonatkozásban közeledtek Marx politikai elveihez.
Németországban Ferdinand Lassalle befolyása érvényesült leginkább, melyet erősített az 1863-ban általa létrehozott Általános Német Munkásegylet. Lassalle a kapitalizmus megszűnését az államsegélyes szövetkezetektől várta, s nagy reményeket fűzött Bismarck esetleges reformjaihoz. A lassalleanizmus követői elutasították a csatlakozást az Internacionáléhoz, de a lassalleánus nézetek bizonyos elemeinek az évszázad végéig kimutatható hatásuk volt munkásmozgalomban. Alapvető változást csak a Wilhelm Liebknecht és August Bebel vezetésével 1869-ben, Eisenachban megalakult Német Szociáldemokrata Munkáspárt jelentett, amely marxista alapokon állt és csatlakozott a Szövetséghez.
A fejletlenebb országokat, Spanyolországot, Olaszországot és részben Svájcot a Mihail Alekszandrovics Bakunyin által képviselt anarchizmus és Giuseppe Mazzini nézeteinek befolyása jellemezte.

### Fejlődése

#### Konferencia (London, 1865. szeptember 25–29.)
Marx meggyőzte a Központi Tanács tagjait arról, hogy az ideiglenes szervezeti szabályzatban előirányzott brüsszeli kongresszust halasszák el, s helyette egy konferenciát hívjanak össze Londonba. Úgy látta, hogy az Internacionálé helyi szekciói még nem erősödtek meg eléggé, s a kongresszus összehívása korai lenne. A londoni konferencia részvevői a Központi Tanács tagjai és az egyes szekciók elnökei voltak. Angliát radikális szakszervezeti vezetők képviselték: Odger, Howell, Cremer, Eccarius; Franciaországot: Tolain, Limousin, Fribourg, Varlin; Svájcot (a francia nyelvű genfi szekciót): Dupleix, (a német nyelvű szekciót) J. P. Becker; Belgiumot: Cesar de Paepe, (orvos, nyomdai szedő); Lengyelországot: Bobrzynski. A londoni menekültek nemzeti csoportjait a következők képviselték: Lessner és Schapper (a németeket), a Kommunisták Szövetsége egykori vezetői; Major Wolff (az olaszokat). Ezen felül ott voltak a Főtanács (General Council) levelező tagjai: Dupont (Franciaország); Jung (Svájc); Marx (Németország). Néhány kivételtől eltekintve mindnyájan a forradalmi és szocialista küzdelem kipróbált harcosai voltak.
A konferencia meghallgatta a Központi Tanács jelentését, jóváhagyta pénzügyi beszámolóját és a következő rendes kongresszus napirendjét, melynek előkészítését és lebonyolítását Marx irányította.

#### I. Kongresszus (Genf, 1866. szeptember 3–8.)
„A genfi kongresszuson 60 küldött vett részt, akik a Központi Tanácsot, az Internacionálé különböző szekcióit és angol, francia, német és svájci munkástársaságokat képviseltek. A kongresszuson Hermann Jung elnökölt. Marx Instrukcióit mint a Központi Tanács hivatalos jelentését olvasták fel. A proudonisták, akik a kongresszuson a szavazatok egyharmadával rendelkeztek, az Instrukciókkal szembeállították a napirend minden kérdését felölelő saját programjukat. A kongresszus a marxi Instrukciók kilenc pontja közül hatot határozatként elfogadott: az erőfeszítések nemzetközi egyesítéséről, a munkanap korlátozásáról, a gyermek- és női munkáról, a szövetkezeti munkáról, a szakszervezetekről és a hadseregekről szólót. A lengyel kérdésben Johann Philipp Becker kompromisszumos javaslatát fogadták el. A genfi kongresszus jóváhagyta a Nemzetközi Munkásszövetség Szervezeti Szabályzatát és Ügyviteli Szabályzatát.”
A munkaidő csökkentésének fontosságáról Marx a következőképpen írt az Instrukciókban:
„A munkanap korlátozása olyan előzetes feltétel, amely nélkül a javulásra és a felszabadulásra irányuló minden további kísérlet szükségképpen kudarcra van ítélve.
Szükség van erre, hogy helyre lehessen állítani a munkásosztálynak, azaz minden nemzet nagy tömegének egészségét és fizikai energiáját, valamint biztosítani lehessen számára a szellemi fejlődés, a társas érintkezés, a társadalmi és politikai tevékenység lehetőségét.
Azt javasoljuk, hogy a munkanap törvényes korlátja 8 munkaóra legyen. Ez a korlátozás az Amerikai Egyesült Államok munkásainak már általános követelése, a kongresszus döntése pedig világszerte a munkásosztály közös platformjává fogja emelni.”
A genfi kongresszusnak a 8 órás munkanapra vonatkozó követelése a nemzetközi munkásmozgalom általános jelszavává vált. A szövetkezeti munkára vonatkozó marxi instrukció szintén elvi jelentőségű volt:
„A Nemzetközi Munkásszövetségnek az a feladata, hogy egyesítse és általánosítsa a munkásosztály spontán mozgalmait, de nem az, hogy reá diktáljon vagy erőszakoljon bármiféle doktrinér rendszert. Ezért a kongresszus ne hirdesse meg a szövetkezés valamilyen speciális rendszerét, hanem szorítkozzék néhány általános elv kijelentésére.
(a) Elismerjük, hogy a szövetkezeti mozgalom egyike a jelenlegi, osztályantagonizmuson alapuló társadalmat átalakító erőknek. Nagy érdeme az, hogy gyakorlatilag megmutatja, hogy a jelenlegi nyomorba döntő és zsarnoki rendszert, a munka alárendelését a tőkének, fel lehet váltani a szabad és egyenlő termelők társulásának köztársasági és jótevő rendszerével.
(b) De azokra a törpe formákra korlátozva, amelyeket az egyéni bérrabszolgák a maguk magánerőfeszítéseivel létre tudnak hozni, a szövetkezeti mozgalom sohasem fogja átalakítani a tőkés társadalmat. Ahhoz, hogy a társadalmi termelést a szabad és szövetkezett munka egységes, nagy és harmonikus rendszerévé változtassuk, általános társadalmi változások szükségesek, a társadalom általános feltételeinek változásai, amelyek csakis úgy valósíthatók meg, ha a társadalom szervezett erői, azaz az államhatalom, a tőkésektől és földtulajdonosoktól magukhoz a termelőkhöz kerülnek.
(c) Azt ajánljuk a munkásoknak, hogy inkább szövetkezeti termelésbe fogjanak, mint szövetkezeti kereskedésbe. Az utóbbi csak a felszínét érinti a jelenlegi gazdasági rendszernek, az előbbi az alapját támadja.
(d) Azt ajánljuk minden szövetkezetnek, hogy közös jövedelmük egy részét változtassák olyan alappá, amely elveik propagálását szolgálja példával és tanáccsal, másszóval új szövetkezeti üzemek létesítésének előmozdításával, valamint tanításuk terjesztésével.
(e) Annak megakadályozására, hogy a szövetkezetek közönséges burzsoá részvénytársaságokká (sociétés par actions) fajuljanak, minden alkalmazott munkásnak, akár részvényes, akár nem, egyformán kell részesednie. Pusztán időleges rendszabályként hajlandók vagyunk beleegyezni abba, hogy a részvényesek kapjanak alacsony kamatot.”
A fenti elveknek, – különösen a (b) pontban szereplő feltételnek: az államhatalomnak a tőkésektől és földtulajdonosoktól magukhoz a termelőkhöz kell kerülniök, – egyértelmű és ismételt deklarálása leszámolás volt a proudonista, owenista és lassalleánus illúziókkal, melyek a szövetkezetek elterjedésétől a tőkés társadalom egészének fokozatos átalakulását remélték.
A szakszervezetek kérdésében szintén igen fontos megállapításokat tett a határozati javaslat. Kijelentette, hogy a szakszervezetekre nélkülözhetetlen szükség van a mindennapi harcokban, de „még fontosabbak mint a bérmunka-rendszer és a tőkés uralom felszámolását elősegítő szervezett hatóerők.” Ezek azonban nem pusztán elméleti tételek voltak, hanem a brit valóságban gyökereztek. Az angol trade-unionok aktívan részt vettek az 1865–67-es általános választójogért indított reformküzdelmekben. Az Internacionálé Központi Tanácsa nemcsak kezdeményező volt a küzdelmeket összefogó Reformliga, megalakításában, hanem tagjai révén vezető, irányító szerepet is betöltött abban. Marx ezekre a kortárs küzdelmekre is támaszkodott, amikor a szakszervezetek jövőbeli feladatait felvázolta: „Eredeti céljaikon kívül most meg kell tanulniuk a munkásosztály szervező központjaiként tudatosan cselekedni a munkásosztály teljes felszabadításának nagyszerű ügyéért.”

#### Genftől Lausanne-ig
A megalakulástól eltelt két év alatt az Internacionálé jelentősen megerősödött, amit az is jelzett, hogy a genfi kongresszusról már a nagyobb polgári lapok is írtak. A fejlődés mellett azonban megtorpanás is tapasztalható volt. Angliában a szakszervezetek fő energiáját az igen élénk politikai aktivitással járó választójogi reformmozgalom kötötte le, és az Internacionálé ügyei háttérbe szorultak. Franciaországban a blanquisták körében növekedett az Internacionáléval szemben megnyilvánuló elutasító magatartás, mivel a genfi kongresszus nem hallgatta meg leleplezési szándékukat a proudhonisták állítólagos bonapartizmusát illetően. Még nagyobb lett a gyanakvás a proudhonisták felé, amikor a kongresszus tanulságait megvitató párizsi gyűlésen 41 blanquistát letartóztattak, ezzel szemben a proudhonistákat elkerülték a rendőrségi akciók. A blanquisták árulással vádolták őket, amit a későbbi történeti kutatások nem igazoltak, csupán a rendőrség szembe akarta fordítani egymással a két munkásmozgalmi irányzatot.
A nehézségek mellett a nemzetközi szolidaritás sikereket is hozott. A londoni szabók több hónapos, ismétlődő sztrájkharcai francia segítséggel arattak győzelmet. A párizsi bronzmunkások sztrájkja viszont londoni segítséggel vívta ki a 25%-os béremelést. A polgári sajtó dühöngött, s hevesen ostorozta a szocialistákat. A sztrájkharcokkal szemben közömbös régi proudonista generáció mellett feltűnt egy fiatal, harcosabb, sztrájkokat szervező nemzedék Eugène Varlin és Benoît Malon vezetésével. A gazdasági küzdelmeken túl a szekciók politikai aktivitása is megélénkült. 1867 tavaszán, amikor francia–porosz katonai konfliktus kitörése fenyegetett, a francia munkások pacifista, antimilitarista kiáltványt tettek közzé, amihez csatlakoztak a német és svájci szocialisták is.
Németországban is felélénkült a munkásmozgalom, amiben nagy szerepe volt az osztrákokkal vívott háborúnak. Erre az évre az Internacionálénak már 26 szekciója működött, s folyamatosan nőtt a számuk.

#### II. Kongresszus (Lausanne, 1867. szeptember 2–8.)
A második kongresszus nagyobb létszámú és nemzetközibb összetételű volt, mint az első. A 71 küldöttből 38 svájci, 18 francia (közöttük Henri Tolain, Chémalé, Charles Longuet és Aubry), 6 német (közöttük a neves tudós és materialista filozófus Ludwig Büchner, Louis Kugelmann és a filozófus-szociológus Friedrich Albert Lange), 2 olasz, 2 angol (Alfred Walton és Daniel Swan), 1 belga (de Paepe), a Főtanácsot négyen képviselték (Eugène Dupont, Johann Georg Eccarius, Carter és Lessner). Közülük a német Eccarius és Lessner, illetve a francia Dupont Marx követői voltak. A kongresszus elnöki tisztére Dupont-t választották meg a proudhonista Murat-val szemben. Bár a proudhonizmus ekkor már bomlásnak indult, több irányzatra tagolódott, mégis viszonylag nagy létszú képviselettel rendelkezett a francia és a francia nyelvű svájci küldöttek részéről. Ez jelentős befolyást gyakorolt a kongresszus határozataira.
Leggyorsabban a politikai szabadságjogokat megvitató munkacsoport terjesztette elő határozati javaslatát, s szinte vita nélkül, két ellenszavazattal elfogadták azt az elvi jelentőségű tételt, hogy „a munkások társadalmi felszabadulása elválaszthatatlan politikai felszabadulásuktól” és „a politikai szabadságjogok megvalósulása elsődleges és abszolút szükségesség”. Ez jelentős korrekciója volt a proudhonizmus apolitikusságának, mivel az Internacionálé tagjai számára kötelezővé tette a politikai demokráciáért való harcot.
A kongresszus egyetlen külpolitikai kérdést vitatott meg: a polgári pacifizmust képviselő Béke- és Szabadságliga közelgő genfi kongresszusán való hivatalos részvétel kérdését, melyet az Internacionálé svájci tagjai szorgalmaztak. Amikor hetekkel korábban a svájciak szándékukat bejelentették, Marx a Főtanács augusztus 13-i ülésén félórás beszéddel indokolta, hogy miért nem szerencsés e rendezvényen az Internacionálénak hivatalosan részt vennie. Marx szükségesnek tartotta, hogy minél többen jelenjenek meg a küldöttek közül, de kifejezetten csak egyéni résztvevőként. Mint elmondta: „A Nemzetközi Munkásszövetség kongresszusa önmagában békekongresszus, minthogy a különböző országok munkásai egyesítésének végső soron a népek közötti háborúkat kell kiküszöbölnie. Ha a békeliga genfi kongresszusának kezdeményezői felismernék a dolog lényegét, akkor a Nemzetközi Munkásszövetséghez csatlakoznának.” Mindemellett Marx óvott a megalapozatlan illúzióktól, mivel felhívta a figyelmet, hogy a cári Oroszország részéről fennálló fenyegetés miatt lehetetlen az általános leszerelés. Javaslatait a Főtanács ülése elfogadta, s ezt a döntést továbbították a kongresszus részére. A kongresszuson egy öttagú albizottság, amelynek Dupont is tagja volt, megvitatta és előterjesztett egy olyan határozatot, amely feltételesen előirányozza az Internacionálé csatlakozását a békekongresszushoz, ha az elfogadja nyilatkozatát. A nyilatkozat szerint a békét csak a társadalom kizsákmányoló és kizsákmányolt osztályokra való tagozódásának megszüntetése támaszthatja alá. Az állandó hadseregek megszüntetésének végső célja a munkásosztály felszabadítása a tőke hatalma és befolyása alól. „A háborúk megszüntetéséhez, […] nem elég az állandó hadseregek leszerelése, hanem a jelenlegi társadalmi rendszert is módosítani kell a termelés egyenlőbb elosztása szellemében, …” A kiegészített javaslatot egyhangúlag elfogadták.
Éles, hosszan elhúzódó vita alakult ki a tulajdon, különösen a földtulajdon kérdésében a magántulajdon és a köztulajdon hívei között. Mivel nem tudtak általános közös álláspontot kidolgozni, a következő kongresszusra halasztották a döntést. Ám a közlekedés és csere államosítását célul kitűző határozat, mely a monopóliumok gazdasági egyeduralmának megszüntetését kívánta elérni, elvi áttörést jelentett, mivel megnyitotta az utat az állami tulajdon szélesebb körű elismerése előtt.
A küldöttek megvitatták a szövetkezetekkel kapcsolatos nézeteiket is. Charles Fourier és Robert Owen hatása még elég erőteljes volt ekkoriban, rengeteg illúzió élt a munkások körében a szövetkezetekkel kapcsolatban. Marx már évekkel korábban óvott ezektől a megalapozatlan várakozásoktól. A lausanne-i kongresszus megerősítette a genfi kongresszusnak a gazdasági harcról szóló döntéseit, mely fontosnak tartotta a szakszervezeti szervezkedést, a munkaidő csökkentéséért folytatott küzdelmet és a sztrájkot mint eszközt. A gazdasági célkitűzések között elfogadták a proudhonisták azon „dogmáját”, hogy népbankok létesítésével megszüntethető a pénz. A nevelésügy kérdésében is győzelmet arattak a proudhonisták, mert olyan értelmű határozatot fogadtattak el, melyben a családi nevelés szinte kizárólagos szerepet játszott, mivel az állami oktatás-nevelés szükségességét csak kivételes esetekben tartották elismerhetőnek.
Marx a kongresszus értékelésekor két elvi jelentőségű határozatot méltányolt. Az egyik a politikai szabadságjogokért való küzdelem elfogadása, mely meghaladta a proudhonizmus apolitikusságát, míg a másik az állami tulajdon szükségességének elfogadása bizonyos területeken, mert az fontos elmozdulás volt az állam szerepének anarchista elutasításától egy konstruktívabb, árnyaltabb államfelfogás felé.